# Laure Saint-Raymond
Laure Saint-Raymond (1975) és una matemàtica francesa, i professora de matemàtiques a l'École Normale Supérieure de Lyon. És coneguda pels seus resultats en equacions diferencials en derivades parcials, i en particular per les seves contribucions en l'estudi matemàticament rigorós de les connexions entre els sistemes de partícules en interacció, l'equació de Boltzmann, i en la mecànica dels fluids. L'any 2008 se li va atorgar el Premi de Societat Europea de Matemàtiques, amb la següent citació:
| « | Saint-Raymond és ben coneguda pels seus extraordinaris resultats en equacions diferencials en derivades parcials no linials en la dinàmica de gasos i plasmes i també en la dinàmica de fluids. […] Saint Raymond és l'origen de diversos sorprenents i difícils resultats en el camp d'equacions en derivades parcials no linials i en física matemàtica. És una de les joves matemàtiques més brillants de la seva generació. | » |

## Biografia
Laure Saint-Raymond va estudiar a París, en particular va entrar a l'École Normale Supérieure al 1994. L'any 1996, va obtenir un postgrau en física de plasma a la Universitat de Versalles Sant-Quentin-en-Yvelines i un de matemàtiques aplicades a la Universitat Pierre i Marie Curie. Al 2000 va acabar el doctorat en matemàtiques aplicades a la Universitat Denis Diderot de París, sota la supervisió de François Golse.
Va treballar durant dos anys al Centre Nacional de la Recherche Scientifique, i va ser nomenada l'any 2002 professora titular de matemàtiques a la Universitat Pierre i Marie Curie a l'edat de 27 anys. Al 2007, es va traslladar a l'École Normale Supérieure de París, i és actualment professora a l'École Normale Supérieure de Lyon.
És mare de sis nens.

## Premis i honors
La seva tasca ha estat reconeguda amb molts premis internacionals de presitigi, notablement amb el Premi Fermat i el Premi Memorial Bôcher. L'any 2013, va ser elegida membre de l'Acadèmia Francesa de Ciències, i al 2014 va ser converenciant convidada al Congrés Internacional de Matemàtics. Una llista parcial dels seus premis i els honors inclou:
- 2003 : Premi Louis Armand de l'Acadèmia Francesa de Ciències[3]
- 2004 : Premi Claude-Antoine Peccot del Collège de França
- 2004 : Medalla Pius XI de l'Acadèmia Pontificia de les Ciències[4]
- 2006 : El premi pel Millor Article del Grup d'Activitat en anàlisi d'EDPs SIAM per l'article:[5]

(juntament amb François Golse) "El límit Navier-Stokes de l'equació de Boltzmann per nuclis de col·lisió fitats." Invent. Math. 155 (2004), no. 1, 81–161.
- 2006 : Premi de la Ciutat de Paris per Científics Joves (juntament amb Isabelle Gallagher)[6]
- 2008 : Premi de la Societat Europea de Matemàtica[7]
- 2009 : Premi Ruth Lyttle Satter de Matemàtiques de la Societat Americana de Matemàtica[8] pels articles:

(Amb François Golse) "El límit Navier-Stokes de l'equació de Boltzmann per nuclis de col·lisió fitats." Invent. Math. 155 (2004), no. 1, 81–161.
"Convergència de solucions de l'equació de Boltzmann en el límit incompressible d'Euler." Arch. Ration. Mech. Anal. 166 (2003), no. 1, 47–80.
- 2011 : Premi Irène Joliot-Curie de la "Científica Jove"[9][10]
- 2013 : Elegida membre de l'Acadèmia Francesa de Ciències (al 10 de desembre)[11]
- 2015 : Premi Fermat[12] per:

...el desenvolupament de teories asimptòtiques d'equacions diferencials parcials, incloent els límits fluids de fluxos rarificats, l'anàlisi multiescala en les equacions de la física del plasma i el modelatge dels oceans, així com per la derivació de l'equació de Boltzmann en sistemes de partícules en interacció.
- 2020: Premi Memorial Bôcher per:

les seves contribucions transformadores en la teoria cinètica, en la dinàmica de fluids, i en el sisè problema de Hilbert

## Recerca
L'any 2009, la seva recerca era resumida pel comitè del premi Satter com:
| « | La seva recerca s'ha centrat en l'estudi de problemes en física matemàtica, inclosa l'equació de Boltzmann i els límits de la dinàmica de fluids, l'equació de Vlasov-Poisson i el seu límit girocinètic, i els problemes dels fluids en rotació que sorgeixen de la geofísica. El seu treball més destacable tracta sobre l'estudi dels límits hidrodinàmics de l'equació de Boltzmann en la teoria cinètica dels gasos, en què va contestar part d'una de les qüestions que Hilbert va fer en el marc del 6è problema de Hilbert. | » |